# Мошково (Рыбинский район)
Мошко́во — деревня в Шашковской сельской администрации Назаровского сельского поселения Рыбинского района Ярославской области .
Деревня расположена на автомобильной дороге Шашково-Тутаев. На расстоянии около 2 км в сторону Шашково на дороге расположены деревни Нескучное и Алексеевское, расположенные при пересечении дорогой реки Жидогость. Мошково — последняя деревня Рыбинского района по дороге на Тутаев, далее с деревни Козлово начинается Тутаевский район. Просёлочная дорога в южном направлении ведёт от Мошкова к деревне Бавленка, также последней деревней Рыбинского района вдоль волжского берега. Также просёлочная дорога на север выходит к деревне Паулино, расположенной в верховьях реки Жидогость .
Деревня Мошкова указана на плане Генерального межевания Романовского уезда 1790 года. После объединения уездов в 1822 году Мошково относилось к Романово-Борисоглебскому уезду .
На 1 января 2007 года в деревне числился 1 постоянный житель . Почтовое отделение в Шашково обслуживает в деревне Мошково 10 домов .